# 萬壑松風圖
《萬壑松風圖》為宋朝畫家李唐所繪之絹本畫軸，縱長188.7公分，橫寬139.8公分。現收藏於臺北國立故宮博物院。

## 介紹
畫上的主峰布置在畫幅中央，左右有高低不齊的插雲尖峰。左方中景各有一線瀑布垂下，幾折而後，轉成一灘溪澗，澗水穿石而過。在主峰旁邊的遠山上，題有「皇宋宣和甲辰春河陽李唐筆」。甲辰是宋宣和六年（1124年），李唐已經是76歲。